# جین ژانگ
جین ژانگ (انگلیسی: Zhang Jin؛ چینی: 蔡少芬؛ زادهٔ ۱۹ مهٔ ۱۹۷۴) بازیگر، ورزشکار پیشین ووشو و بدل‌کار اهل چین است که در سی و سومین دورهٔ مراسم اهدای جایزه فیلم هنگ کنگ برندهٔ جایزهٔ بهترین بازیگر نقش مکمل مرد شد. وی کارش را به‌عنوان بدلکار جانگ زئی در فیلم ببر خیزان، اژدهای پنهان آغاز کرد.
از فیلم‌ها یا برنامه‌های تلویزیونی که وی در آن نقش داشته‌است، می‌توان به استاد بزرگ، حاشیه اقیانوس آرام: طغیان، نقشه فرار ۳: ایستگاه شیطان، استاد زد: میراث ایپ من و ایپ من ۳ اشاره کرد.